# Криничный (Мозырский район)
Криничный (транслит.: Kryničny; бел. Крыні́чны) — агрогородок (до 2018 г. — посёлок) в Мозырском районе Гомельской области Республики Беларусь. Административный центр Криничного сельсовета.

## География
Расположен в 5 км к югу от Мозыря, в 8 км от железнодорожной станции Козенки (на линии Калинковичи — Овруч), в 142 км от Гомеля.

## Транспортная сеть
Транспортные связи по просёлочной, затем по автодорогам, которые отходят от Мозыря. Планировка состоит из коротких улиц широтной и близких к меридиональной ориентаций. Застройка двусторонняя, кирпичная.

## История
Появился в 1970-е годы в связи со строительством промышленного узла и переселением жителей деревень Кустовница (1978 год) и Михалки (1992 год) на новое место жительства. В 1976 году сюда из Калинковичского района перебазировалась и Полесская сельскохозяйственная исследовательская станция. С 11 июня 1980 года центр Криничного сельсовета. Центр экспериментальной базы «Криничная» и совхоза-комбината «Заря». Работают клуб, средняя и музыкальная школы, фельдшерско-акушерский пункт, детский сад-ясли, Полесская сельскохозяйственная исследовательская станция, отделение связи.
В состав Криничного сельсовета (бывшего Бибиковского) входили до 1962 года деревни Малая Лубня, Седельники (в настоящее время не существуют).
1 марта 2018 года посёлок Криничный преобразован в агрогородок.

## Население
- 2004 год — 519 хозяйств, 1560 жителей.

## Известные уроженцы
- П. Ф. Рокицкий — академик Национальной АН Беларуси, доктор биологических наук, профессор, заслуженный деятель науки Беларуси (родился в бывшей деревне Кустовница).